# Мулявін Володимир Георгійович
Володимир Георгійович Мулявін (біл. тар. Уладзімер Георгіевіч Мулявін; нар.12 січня 1941, Свердловськ — пом.26 січня 2003, Москва) — білоруський музикант, композитор, засновник і художній керівник білоруського вокально-інструментального ансамблю «Пісняри». Народний артист СРСР (1991), член Спілки композиторів СРСР.

## Біографія
Володимир Георгійович Мулявін народився 12 січня 1941 року у Свердловську (нині Єкатеринбург). Батько — робітник заводу «Уралмаш».
Рано захопився музикою — почав грати на гітарі у 12-річному віці. У 1956 році, закінчивши восьмирічну школу, вступив до Свердловського музичного училища, на відділення струнних інструментів. Відраховується з училища за захоплення джазом. Хоча згодом його й поновили, та все одно на своє власне бажання покинув училище.
У 1958–1963 роки працював штатним музикантом у різних обласних філармоніях. Грав у Неаполітанському ансамблі БК «Уралмаш» Свердловська.
У 1963 році Мулявіна запросили на роботу в Білоруській державній філармонії.
В 1965–1967 роках служив у лавах Збройних сил СРСР під Мінськом. Створив у роті вокальний квартет, взяв участь в організації ансамблю Білоруського військового округу.
Після закінчення служби в армії повернувся у Білоруську державну філармонію, при якій в 1968 року був створений вокально-інструментальний ансамбль «Лявони» (множина від «Лявон» — білоруське ім'я, відповідає українському Леон, або Лев). 1970 року ансамбль, художнім керівником якого став Володимир Мулявін, був перейменований на «Пісняри».
14 травня 2002 року потрапив в автокатастрофу неподалік від Мінська. Через 8 місяців, 26 січня 2003 року помер у Москві, в ГВКГ імені Н. Н. Бурденка. Похований у Мінську, на Східному кладовищі.

## Приватне життя
В 1959 поєднався шлюбом з Лідією Олексіївною Кармальською, яка працювала на сцені в жанрі художнього свисту. В 1961 році у них народилася дочка Марина, а в 1975 — син Володимир (помер в 2006), того ж року розлучився з Л. Кармальською.
Вдруге одружився зі Світланою Костянтинівною Слізською. В 1976 році у них народилася донька Ольга. В 1981 розлучився з С. Слізскою і одружився з актрисою Світланою Пєнкіною. В 1982 у них народився син Валерій.
Старший брат Володимира Мулявіна — Валерій Мулявін — в 1973 загинув на гастролях в Ялті.